# Nicolas Saudray
Patrice Cahart (né en 1942) plus connu sous le pseudonyme de Nicolas Saudray, est un  écrivain et haut fonctionnaire français.

## Biographie
Né le 21 septembre 1942 à Bayeux, Nicolas Saudray a passé une partie de son enfance en Autriche, où se trouvait alors une zone d’occupation française. Les étapes suivantes de son parcours ont été le lycée de Rennes, l’Institut d'études politiques de Paris (major de la section Service public, promotion 1961) et l’École nationale d’administration (promotion Montesquieu, 1964-1966).
Sorti dans l’inspection des Finances,, il a tenu divers postes rue de Rivoli, puis est devenu directeur des Monnaies et Médailles, quai de Conti (à l’époque, entreprise employant un millier de personnes). Durant cette période de cinq ans, il a notamment dirigé Le Ciel, lancé la première pièce française bicolore, réalisé une collection de bijoux, et entièrement réaménagé le musée. En 1990-92, il est le premier médiateur du livre. Après cinq autres années en qualité de délégué général de l'Association française des banques),, il a terminé sa carrière au service de l’État comme conseiller en service extraordinaire à la Cour de cassation.
Parallèlement, en bénévole, il a été le président non exécutif du conseil d’administration de l’ancienne Bibliothèque nationale, 1988-1993 (Emmanuel Le Roy Ladurie étant administrateur général), et médiateur du Livre, 1990-1992 (mission de bons offices entre éditeurs et libraires. Il a présidé la Commission de terminologie de l’Économie et des Finances (francisation du vocabulaire économique et financier).
Il est actuellement vice-président de La Demeure historique, association reconnue d’utilité publique groupant trois mille monuments privés, et président d’honneur des Amis du Tertre, association de soutien au château et au parc du Tertre (Sérigny, Orne), où Roger Martin du Gard a écrit une grande partie de son œuvre.
Il publie également de nombreux articles, sous ses noms de naissance et  de plume, sur le site Internet Montesquieu-avec-nous.com, créé avec deux camarades de promotion de l'ENA, François Leblond et Michel Cotten.

## Œuvres

### Romans
- Le Maître des fontaines, Éditions Denoël, 12 avril 1978, 256 p. (présentation en ligne)Découverte, de nos jours, d’un  Évangile oublié, aux confins de la Turquie et de la Syrie.
- Terres de vent, terres de songe, Éditions Denoël, 1979, 224 p.Roman d’une randonnée dont on ne revient pas, dans les Alpes du Sud.
- Mourir un jour de fête, Éditions Denoël, 1981Une affaire criminelle et pitoyable en Normandie maritime, éclairée par une sorte de grâce.
- La Maison des prophètes, Éditions du Seuil, 1984 La construction d’une mosquée par un architecte chrétien, dans un pays du Proche-Orient, de nos jours. Ce roman a été distingué par six prix[Lesquels ?], dont le prix Lange[13], prix Culture et Bibliothèques pour tous, prix Méditerranée, le prix des écrivains croyants et le prix Maurice-Genevoix. Traduit en anglais (États-Unis) et en néerlandais, il a été réédité en poche.
- Dieu est-il gentilhomme ?, Éditions du Seuil, 1986

- Chevalerie du soir, Paris, Éditions du Seuil, 1987

- Voyage au pays des Frogs, Balland-Desclée de Brouwer, 1991Une jeune femme, professeur de français, a été réfrigérée ; elle se réveille une soixantaine d’années plus tard dans une France transformée.
- Les Oranges de Yalta, Balland, 1992La Seconde Guerre mondiale, comme elle aurait logiquement dû se dérouler, à la suite d’une décision japonaise d’attaquer l’Union soviétique plutôt que les États-Unis.
- Les Mangeurs de feu, Balland, 1994Le retour du Douzième Imam, et la difficile survie des zoroastriens adorateurs du feu, dans l’Iran actuel.
- Les Sept Complots de Malte, Arléa, 2009 Fusion et remaniement, sous une forme un peu abrégée,  des romans "Dieu est-il gentilhomme ?" et "Chevalerie du soir".

- Le Jaune et le Noir – Sur les pas de Stendhal, Michel de Maule, 2016 (présentation en ligne)

- Toi, Caïphe, juge de Jésus, Michel de Maule, 2016
- L'Auberge des Trois Empires, Michel de Maule, 2016
- Napoléon au Brésil, Michel de Maule, 2019 (ISBN 978-2-87623-707-0)
- La grande déportation des chiens, Michel de Maule, 2021 (ISBN 978-2-87623-726-1)
- Le milliardaire et la chatte noire, Michel de Maule, 2022 (ISBN 978-2-87623-746-9)
- L’histoire de France, vécue par douze familles, Edisens, 2024 (ISBN 978-2-35113-396-5)
- La tour, prends garde, La Mésange Bleue, 2024 (ISBN 9782958946029)Grandes heures et souffrances d'un manoir singulier

Dont trois romans ayant figuré dans les sélections Goncourt
- La Maison des prophètes, Éditions du Seuil, 1984
- Dieu est-il gentilhomme, Éditions du Seuil, 1986
- Chevalerie du Soir, Éditions du Seuil, 1987

### Essais
- 1870, 1914, 1939 Ces guerres qui ne devaient pas éclater, Paris, Michel de Maule, 280 p. (présentation en ligne) Napoléon III et ses conseillers ont provoqué, par leur aveuglement, non seulement la guerre de 1870, qu’ils ne pouvaient que perdre, mais aussi les deux guerres mondiales.
- Nous les dieux – Essai sur le sens de l’histoire, Michel de Maule, 2015 (Prix Édouard-Bonnefous 2016) En continuité avec Toynbee, une réflexion approfondie sur l’origine et l’avenir des civilisations, s’élargissant en une synthèse de l’aventure humaine.
- La peste éolienne, collection Alerte, Hugo Doc, 2021, 160 pages,  (ISBN 978-2755647822)

### Pièces de théâtre
- Intelligence avec l’ennemi, 2014, deux personnages Hitler et Staline ne se sont jamais rencontrés, alors qu’ils avaient beaucoup à se dire ; Nicolas Saudray a comblé cette lacune.
- Votez Satan dimanche prochain, 2015, quatre personnages Satan, mécontent de constater qu’on ne pense plus à lui, ou qu’on se moque de lui, se porte candidat aux présidentielles françaises, contre le président sortant.

- Vivent les Vandales !  2016, deux personnagesSaint Augustin vit les derniers mois de son existence dans la ville d’Hippone assiégée par les Vandales ; les habitants l’envoient négocier un compromis avec ces impitoyables Barbares, qui tentent de le séduire.

- Stupeur du monde, 2017L'étonnant empereur Frédéric II Hohenstaufen tente d'entraîner le jeune Saint Louis (Louis IX) dans sa lutte contre le pape.

- Gare à toi, Stendhal, 2019Stendhal entre en concurrence avec un brillant militaire pour la main d'une jeune et belle juive sortie de son imagination.

- Le Partage de la Planète, 2020Donald Trump, Vladimir Poutine et Xi_Jinping règlent leurs comptes.
- Voleurs de vent, 2021
- Fusillé à l’aube, 2022-2023
- Le Triomphe de l’Amour, 2024 Yvonne, qui vit vers 1900 dans une petite ville, aime Maurice, un jeune officier.

### Rapports (Patrice Cahart)
- Le Livre français a-t-il un avenir ?, Paris, La Documentation française, 1987
- Propositions pour une grande bibliothèque, Paris, La Documentation française, 1989, 167 p. (ISBN 2-11-002226-4), en collaboration avec Michel Melot[11].